# Metilfosfina
Metilfosfina é o composto orgânico mais simples do grupo funcional fosfina, em que um hidrogênio da fosfina PH3 é substituído por um grupo metil.

## Produção

### Através de organomagnésio
Brometo de metilmagnésio reage com clorofosfina gerando metilfosfina:
{\displaystyle \mathrm {CH_{3}Br+Mg{\xrightarrow {|Et_{2}O|}}CH_{3}MgBr{\xrightarrow {+PH_{2}Cl}}CH_{3}PH_{2}+MgClBr\downarrow } }

### Através do metileno
O metileno (:CH2) reage com fosfina produzindo metilfosfina:
{\displaystyle \mathrm {PH_{3}+CH_{3}Cl+KOH{\xrightarrow {}}CH_{3}PH_{2}+KCl+H_{2}O} }

### Reação de metil-lítio com clorofosfina
Metil-lítio reage com clorofosfina produzindo metilfosfina
{\displaystyle \mathrm {CH_{3}X+2Li{\xrightarrow {-LiX}}CH_{3}Li{\xrightarrow {+PH_{2}Cl}}CH_{3}PH_{2}+LiCl} }

### Reação de litiofosfina com haletos de metila
Litiofosfina (LiPH2) reage com haletos de metila (CH3-X) produzindo metilfosfina
{\displaystyle \mathrm {CH_{3}X+LiPH_{2}{\xrightarrow {}}CH_{3}PH_{2}+LiX} }

### Reação de haletos de metila com fosfina
Haletos de metila (CH3-X) reagem com fosfina (PH3) produzindo metilfosfina:
{\displaystyle \mathrm {CH_{3}X+PH_{3}{\xrightarrow {}}CH_{3}PH_{2}+HX} }

## Derivados

### Alquilmetilfosfinas
Haletos de alquila (R-X) reagem com metilfosfina produzindo P-metilalquilfosfina (RPHCH3):
{\displaystyle \mathrm {RX+CH_{3}PH_{2}{\xrightarrow {}}RPHCH_{3}+HX} }

### Etanofosfina e Dimetilfosfina
Metileno (:CH2) reage com metilfosfina gerando etanofosfina (C2H5PH2) e dimetilfosfina (P(CH3)2):
{\displaystyle \mathrm {CH_{3}PH_{2}+CH_{3}Cl+KOH{\xrightarrow {}}{\frac {3}{5}}CH_{3}CH_{2}PH_{2}+{\frac {2}{5}}CH_{3}PHCH_{3}+KCl+H_{2}O} }